# Loganograptus
Loganograptus is geslacht van uitgestorven graptolieten uit het Vroeg-Ordovicium.

## Beschrijving
Loganograptus was een kolonievormend organisme. De snel opeenvolgende vertakkingen nabij de sicula (embryonale cel, waaruit alle andere structuren van de kolonie voortkwamen) zorgden voor een grote, zestien stipes (takken) omvattende kolonie. Levende dieren bevatten regelmatig geplaatste takken, die bij fossilisatie vaak vervormd raakten. De thecae (enkelvoud theca: het chitineuze huisje van een individu uit de kolonie) waren gewoon buisjes, ongeveer een per millimeter. Dit geslacht leefde op een behoorlijke diepte in de oceaan. De normale lengte van de kolonie bedroeg ongeveer twintig centimeter.